# Italiensk Somaliland
Italiensk Somaliland (italiensk: Somalia italiana, arabisk: الصومال الإيطالي Al-Sumal Al-Italiy, somali: Dhulka Talyaaniga ee Soomaaliya) var en italiensk koloni på Afrikas Horn, som eksisterede fra slutningen af 1880'erne til 1960, da det blev en del af det vi i dag kender som Somalia. Landet var var i en kort periode under 2. verdenskrig under engelsk styre.
Italien overtog kontrollen med forskellige dele af Somalia i 1880'erne og der kom italienske bosættelser i området. I 1936 blev området indlemmet i Italiensk Østafrika efter den anden italiensk-abyssinske krig.

I 1941 blev området besat af britiske styrker, og briterne administrerede området frem til november 1949, da det blev et FN-område under italiensk administration.
Den 1. juli 1960 fik Italiensk Somaliland uafhængighed og blev umiddelbart derefter slået sammen med naboområdet Britisk Somaliland (som var blevet selvstændigt den 26. juni) for at danne Somalia.
2°17′56″N 45°47′56″Ø / 2.29889°N 45.7989°Ø